# Cephalaeschna klotsae
Cephalaeschna klotsae е вид водно конче от семейство Aeshnidae.

## Разпространение
Видът е разпространен в Китай (Гуандун, Гуанси, Джъдзян и Фудзиен) и Хонконг.

## Описание
Популацията на вида е стабилна.